# 高島幸次
高島 幸次（たかしま こうじ、1949年4月4日 - ）は、日本の歴史学者。専攻は日本近世史、天神信仰史。龍谷大学エクステンションセンター顧問。大阪天満宮文化研究所所長。芦屋大学客員教授。大阪大学招聘教授、夙川学院短期大学名誉教授。

## 来歴
大阪市に生まれる。1974年に龍谷大学大学院文学研究科修士課程を修了。1976年から夙川学院短期大学専任講師、助教授、教授（2008年まで）。龍谷大学仏教文化研究所研究員、追手門学院大学客員教授、本願寺史料研究所委託研究員などを歴任。2012年大阪市市民表彰（文化功労）。

## 活動
草津市総合計画策定懇話会委員、草津川廃川敷地利用計画検討懇話会委員、ひょうご部落解放・人権研究所研究員、毎日新聞紙面研究プロジェクト委員などを経て、現在、NPO上方落語支援の会理事、一般社団法人おしてるなにわ顧問、大阪市立住まいのミュージアム（大阪くらしの今昔館）協議会委員などを務める。天満天神繁昌亭の設立に関わり、また毎年の天神祭にはマスコミに情報を発信している。

## 単編著
- 『本願寺史料集成 元和日記』同朋舎出版、1986年
- 『本願寺史料集成 越中国諸記(上)』同朋舎出版、1988年
- 『東海道水口宿文書目録―滋賀県甲賀郡水口町役場所蔵―』水口町歴史民俗博物館、1988年
- 『大阪天満宮所蔵古文書目録』大阪天満宮、1989年
- 『北内貴川田神社文書―滋賀県甲賀郡水口町大字北内貴―』水口町歴史民俗博物館、1990年
- 『宇川共有文書調査報告書(上・下)』水口町歴史民俗博物館、1996年・1997年
- 『天満宮御神事御迎船人形図会』東方出版、1996年
- 『近江国堅田 神田神社の歴史』神田神社、1998年
- 『奇想天外だから史実―天神伝承を読み解く―』大阪大学出版会、2016年
- 『上方落語史観』140B、2018年
- 『古典落語の史層を掘る』和泉書院、2022年
- 『大阪天満宮と天神祭』創元社、2024年

## 共編著
- 『同朋運動史資料―西本願寺教団と同和問題―(二巻・三巻・別巻)』浄土真宗本願寺派出版部、1986年 - 1990年
- 『龍谷大学善本叢書3 存覚上人一期記・存覚上人袖日記』同朋舎出版、1982年
- 『龍谷大学仏教文化研究所叢書Ⅰ 近江の村と真宗』龍谷大学、1987年
- 『大阪天満宮史の研究』思文閣出版、1991年
- 『大阪天満宮史の研究 第2集』思文閣出版、1993年
- 『真宗興正派光教寺の歴史』（木村寿と共著）光教寺修復委員会、1997年
- 『龍谷大学三百五十年史(通史編上巻)』龍谷大学、2000年、
- 『園城寺文書（3・4・5・6巻）』園城寺文書刊行会、2000年 - 2004年
- 『大阪の神さん仏さん』（釈徹宗と共著）140B、2012年、
- 『日本人にとって聖地とは何か』(内田樹・釈徹宗・茂木健一郎・植島啓司と共著）東京書籍、2019年

## 地方史誌
大阪市『城東区史』、石川県『尾口村史』『珠洲市史』『内浦町史』、滋賀県『新修大津市史』『草津市史』『今津町史』『長浜市史』『志賀町史』『米原町史』『甲賀市史』『野洲の部落史』を分担執筆。

## 論文
- CiNii>高島幸次